# Heterecous smithianus
Heterecous smithianus är en insektsart som beskrevs av Henri Saussure 1897. Heterecous smithianus ingår i släktet Heterecous och familjen syrsor. Inga underarter finns listade i Catalogue of Life.